# 相図

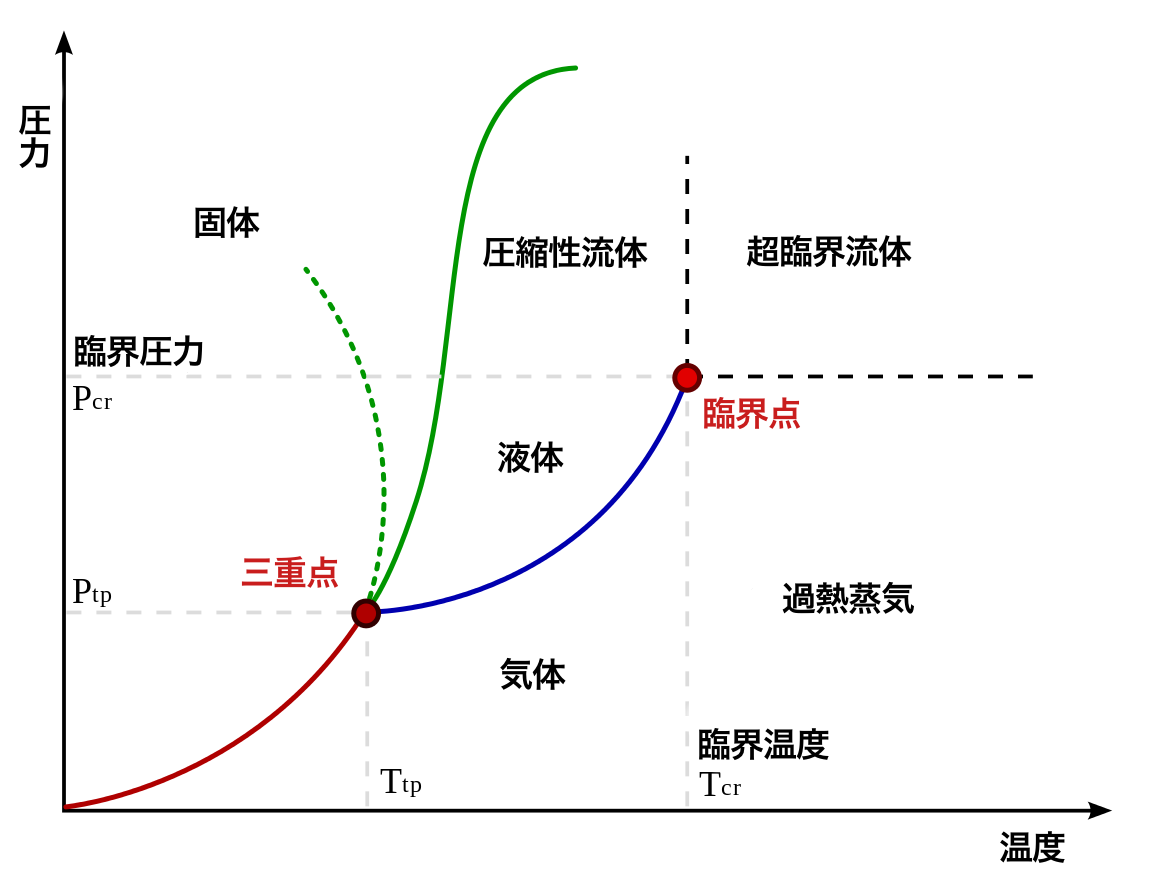
物質の三態と温度、圧力の関係を示す相図の例。横軸が温度、縦軸が圧力、緑の実線が融解曲線、赤線が昇華曲線、青線が蒸発曲線、三つの曲線が交わる点が三重点。

相図（そうず、phase diagram）は物質や系（モデルなどの仮想的なものも含む）の相と熱力学的な状態量との関係を表したもの。状態図ともいう。
例として、合金や化合物の温度や圧力に関しての相図、モデル計算によって得られた系の磁気構造と温度との関係（これ以外の関係の場合もある）を示す相図などがある。

## 自由度

### 温度と圧力
三態と温度、圧力の関係で、液相(liquid phase)と固相(solid phase)の境界が融解曲線、気相(gaseous phase)と固相の境界が昇華曲線、気相と液相の境界が蒸発曲線である。
蒸発曲線の高温高圧側の終端は臨界点で、それ以上の高温高圧では超臨界流体になる。
三つの曲線が交わる点は三重点である。
融解曲線はほとんどの物質で図の通り蒸発曲線側に傾いているが、水では圧力が高い方が融点が低いので、逆の斜めである。
相律によって、純物質の熱力学的自由度は最大でも2なので、温度と圧力によって，全ての相を表すことができる。

### 組成と温度
金属工学においては工業的に制御が容易な組成-温度の関係を示したものが一般的で、合金の性質予測に使用される。